# Samtstirn-Brillantkolibri
Der Samtstirn-Brillantkolibri (Heliodoxa xanthogonys), auch Brauenbrillant oder Grüne Brillantkolibri genannt, ist eine Vogelart aus der Familie der Kolibris (Trochilidae), die in den Ländern Venezuela, Guyana und Brasilien verbreitet ist. Der Bestand wird von der IUCN als „nicht gefährdet“ (least concern) eingeschätzt.

## Merkmale

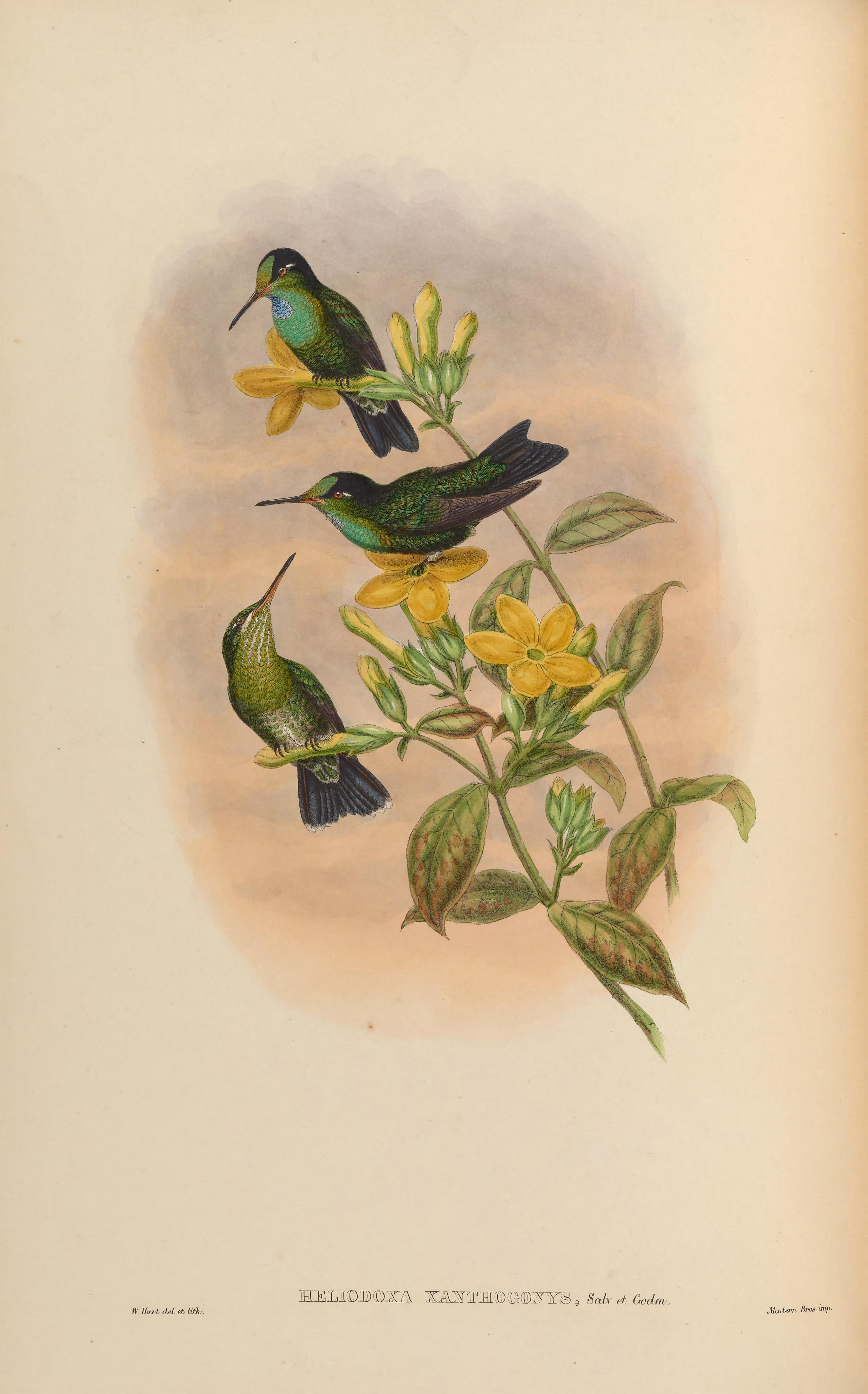
Samtstirn-Brillantkolibri illustriert von John Gould und William Matthew Hart

Der Samtstirn-Brillantkolibri erreicht eine Körperlänge von etwa 10 bis 11 cm bei einem Gewicht von 5,5 bis 7,5 g. Beim geraden ca. 2 cm langen Schnabel sind der Oberschnabel schwarz und der Unterschnabel orange mit schwarzer Spitze. Das Männchen glitzert am vorderen Oberkopf und der Mitte des Oberkopfs goldengrün bis smaragdgrün. Über dem Zügel ist er samten schwärzlich. Der Rest des Oberkopfs, die Ohrdecken, der Nacken und die Oberseite bis zum Bürzel sind dunkel goldengrün. Die Kehle glitzert türkisfarben bis goldgrün mit einem violettblauen Fleck im oberen Bereich. Der Bauch ist dunkel goldgrün. Die Oberschwanzdecken und mittleren Steuerfedern sind bronzegrün bis smaragdgrün, die äußeren Steuerfedern sind schwärzlich grün, die Unterschwanzdecken grünlich mit gräulichen und rotbraunen Rändern. Das Weibchen wirkt etwas blasser in der Färbung. Der vordere Oberkopf und die Mitte des Oberkopfs glitzern kaum, und es fehlt der schwarze Zügelstrich. Dafür hat es einen weißen Bartstrich. Die Unterseite ist weißlich mit grünen Flecken. Der violette Kehlfleck fehlt. An der Brust hat es einen weißen Fleck, der untere Bereich des Bauchs ist weißlich. Die Steuerfedern haben weiße Spitzen, die Unterschwanzdecken sind gräulich braun. Männliche Jungtiere haben einen dunkel grünen Oberkopf mit rotbraunen Rändern, so dass auch sie hier kein Glitzern aufweisen. Der Kehlfleck ist reduziert oder fehlt ganz. Die Unterseite und speziell die Mitte der Kehle und der Bauch sind eher gräulich braun.

## Verhalten und Ernährung
Der Samtstirn-Brillantkolibri bezieht seinen Nektar an verschiedenen Pflanzen wie der Gattung Tyleria oder Ranken speziell aus der Familie der Heidekrautgewächse sowie von Epiphyten. Als sogenannter Trapliner fliegt er regelmäßig in rascher Folge ganz bestimmte verstreute Blüten an, verteidigt aber auch sein Futterterritorium. Außerdem ernährt er sich von Insekten wie beispielsweise Fliegen. Männchen und Weibchen fliegen in Abhängigkeit von der saisonalen Verfügbarkeit unterschiedliche Nahrungsquellen an. Die Futtersuche findet in den Straten von den Baumkronen bis nach ganz unten statt. Innerhalb des Waldes sind sie eher an den niedrigeren Ranken anzutreffen.

## Lautäußerungen
Der Gesang des Samtstirn-Brillantkolibris besteht aus einem wiederholten nasalen squank-Ton, den er auch im Flug abgibt. Außerdem gehören helle langgezogene haspelnde Triller zu seinem Gesangsrepertoire, die typischerweise in den Tonlagen auf und ab gehen.

## Fortpflanzung
Die Brutsaison des Samtstirn-Brillantkolibris ist von Januar bis März. Das Nest ist sattelartig. Ein Gelege besteht aus zwei weißen Eiern.

## Verbreitung und Lebensraum

Verbreitungsgebiet des Samtstirn-Brillantkolibri

Der Samtstirn-Brillantkolibri bevorzugt Wälder, Waldränder und Lichtungen mit Gestrüpp in den sub-montanen Zonen von Bergen und Tepuis der Pantepui-Region. Hier ist er meist in Höhenlagen von 700 bis 2000 Metern unterwegs, doch gibt es Berichte, gemäß denen er auch in 500 Metern Höhe gesichtet wurde.

## Migration
Der Samtstirn-Brillantkolibri gilt gemeinhin als Standvogel. Da es bisher keine Berichte aus den Tiefebenen Venezuelas gibt, ist höchstens eine Wanderung in den Höhenlagen je nach Verfügbarkeit von Nektarquellen wahrscheinlich.

## Unterarten
Es sind zwei Unterarten bekannt:
- Heliodoxa xanthogonys willardi Weller & Renner, 2001[3] kommt im Süden Venezuelas vor. Das Männchen unterscheidet sich von der Nominatform durch längere Flügel und einen längeren Schwanz. Das Weibchen wirkt insgesamt weniger grün und ist weißer auf der Unterseite. Dies gilt insbesondere für Kehle und Brust. In der Bauchmitte fehlen die grünen Flecken. Flanken, Schwanzfedern und zentrale Unterschwanzdecken sind smaragdgrün. Die Spitzen der äußersten Schwanzfedern haben breitere Säume.[1]
- Heliodoxa xanthogonys xanthogonys Salvin & Godman, 1882[4] kommt im Osten Venezuelas, in Guyana und dem nördlichen zentralen Brasilien vor.

Xanthogenyx salvini d'Hamonville, 1883 und Aphantochroa alexandri Boucard, 1891 gelten als Synonyme zur Nominatform.

## Etymologie und Forschungsgeschichte
Die Erstbeschreibung des Samtstirn-Brillantkolibris erfolgte 1882 durch Osbert Salvin und Frederick DuCane Godman unter dem wissenschaftlichen Namen Heliodoxa xanthogonys. Das Typusexemplar wurde von Henry Whitely in Britisch-Guayana gesammelt. 1850 führte John Gould die Gattung Heliodoxa u. a. für den Violettstirn-Brillantkolibri ein. Dieser Name leitet sich von den griechischen Wörtern ἥλιος hḗlios für „Sonne“ und δόξα, δέχομαι dóxa, déchomai für „Pracht, Herrlichkeit, gutheißen“ ab. Der Artname xanthogonys ist ein Wortgebilde aus dem griechischen ξανθός xanthós für „gelb“ und dem lateinischen gonys für „Dillenkante, Schnabelkante“, was auch von γωνία gōnía für „Kante, Winkel“ abgeleitet werden kann. Willardi ehrt David Ela Willard, der das Typusexemplar der Unterart am 6. Februar 1985 gesammelt hatte. Salvini ist eine Ehrerbietung für Osbert Salvin, alexandri für den New Yorker Taxidermisten und Naturalienhändler Alfred Henry Alexander (1834–1916).